# Villafranca del Bierzo
Villafranca del Bierzo is een gemeente in de Spaanse comarca El Bierzo van de provincie León in de autonome regio Castilië en León met een oppervlakte van 177,37 km². Villafranca del Bierzo telt 3.153 inwoners (1 januari 2016).

## Geboren
- García Álvarez de Toledo (1514-1577), Spaans militair en staatsman